# Шатов, Олег Александрович
Оле́г Алекса́ндрович Ша́тов (род. 29 июля 1990, Нижний Тагил, Свердловская область, РСФСР, СССР) — российский футболист, полузащитник. Выступал за сборную России. Мастер спорта России. После завершения карьеры — тренер.
В составе «Зенита» трёхкратный чемпион России (2014/15, 2018/19, 2019/20), двукратный обладатель Кубка (2015/16, 2019/20) и Суперкубка России (2015, 2016).

## Биография
Футболом начал заниматься в 5 лет. Воспитанник мини-футбольного клуба «ВИЗ-Синара». Образование среднее. Первый тренер — Сергей Юрьевич Овечкин.
Выступает на позиции левого вингера, но при необходимости может сыграть центрального атакующего полузащитника. Обладает высокой скоростью, неплохим дриблингом и точным пасом.

### Личная жизнь
22 июня 2016 года родился сын. Это второй ребёнок в семье Олега и Виктории Шатовых. Первого сына зовут Лев.

## Клубная карьера

### «Урал»

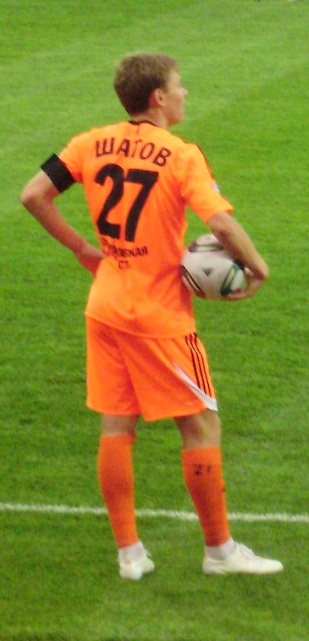
Шатов в составе ФК «Урал»

В 2006 году стал игроком мини-футбольного клуба «ВИЗ-Синара». 21 марта 2007 года было сообщено, что шестнадцатилетний Шатов по итогам сборов взят в аренду футбольным клубом «Урал». В «Урале» Шатов являлся игроком основного состава, проведя за команду более 100 игр. Участник полуфинального матча Кубка России 2007/08. 19 ноября 2010 года был выбран лучшим игроком команды, заняв первое место в голосовании местных СМИ и болельщиков клуба.

### «Анжи»
В январе 2012 года отправился на сборы вместе с ЦСКА. Однако вскоре появилась информация о том, что полузащитника может подписать «Анжи». В 2012 году подписал четырёхлетний контракт с «Анжи».

#### Сезон 2012/2013
26 июля 2012 года в ответном матче квалификационного раунда Лиги Европы против венгерского «Гонведа», Шатов забил гол, который стал первым голом российского футболиста в европейской кампании «Анжи». В следующем матче отборочного этапа против «Витесса» открыл счёт голом во втором тайме. 19 августа в матче против «Зенита» забил свой первый гол в премьер-лиге. 16 сентября в матче против «Краснодара» забил один из самых быстрых голов чемпионата, отличившись уже на 33-й секунде матча.

### «Зенит»

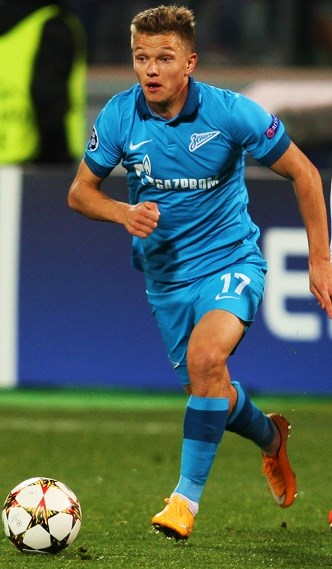
Шатов в составе «Зенита»

14 августа 2013 года официальные сайты «Анжи» и «Зенита» объявили о переходе Шатова. 24 августа в матче против московского «Динамо» (1:1) дебютировал за новую команду. В гостевом матче чемпионата России против «Крыльев Советов» оформил дубль; первый мяч Шатова в этом поединке стал победным. В следующей игре российского первенства — в домашнем матче с московским «Спартаком», — вновь стал автором победного мяча.
25 февраля 2014 года в первом матче 1/8 финала Лиги чемпионов забил гол в ворота дортмундской «Боруссии». 9 августа 2014 года во 2 туре чемпионата России 2014/15 в домашнем матче против московского «Торпедо» забил гол и отдал голевую передачу в матче, в котором «Зенит» победил с итоговым счётом 8:1. 20 августа 2014 года забил единственный гол в ворота льежского «Стандарта» с передачи Халка. 24 сентября в рамках розыгрыша Кубка России 2014/15 в 1/16 финала забил гол «Анжи» на 31 минуте. Был признан болельщиками лучшим игроком «Зенита» в сентябре 2014 года. В матче второго тура чемпионата России 2015/16 против «Урала» отдал две голевые передачи и заработал пенальти; был признан болельщиками «Зенита» лучшим игроком матча.
24 августа 2015 года сделал дубль в матче 6-го тура чемпионата России 2015/16 против казанского «Рубина», тем самым возглавив гонку бомбардиров с 4 мячами. 17 октября того же года в выездной игре с краснодарской «Кубанью» полузащитник забил 1000-й гол «Зенита» в РФПЛ.
Шатов провёл 202 матча за петербуржцев, забил 31 гол и отдал 44 результативные передачи во всех официальных турнирах. Вместе с «Зенитом» игрок стал трёхкратным чемпионом России, двукратным обладателем Кубка и Суперкубка России, и покинул команду летом 2020 года.

#### Аренда в «Краснодар»
6 февраля 2018 года перешёл на правах аренды в «Краснодар» до конца сезона 2017/18 с правом дальнейшего выкупа, но «Краснодар» не активировал эту опцию.

### «Рубин»
29 июля 2020 года подписал двухлетний контракт с клубом «Рубин».
27 сентября 2020 года забил дебютный гол с пенальти в матче с волгоградским «Ротором».

### «Урал»
1 февраля 2022 года подписал краткосрочный контракт с клубом «Урал» до конца сезона 2021/22. В августа 2023 года приостановил свою карьеру и стал учиться на тренера.

## Карьера в сборной

### Молодёжная сборная России
Дебют в молодёжной сборной России состоялся 16 ноября 2010 года в товарищеском матче против молодёжной сборной Франции (1:0), проходившем в городе Ле Ман, Франция. Шатов вышел на замену на 76-й минуте. Первый гол за молодёжную сборную забил 9 февраля в матче против молодёжной сборной Украины.

### Главная сборная
Дебютировал за сборную России в матче против команды Исландии 6 февраля 2013 года, выйдя на замену на 46 минуте игры. На 66-й минуте поразил ворота Ханнеса Халльдоурссона после передачи Романа Широкова.
Участвовал в составе сборной в отборочной и финальной стадии чемпионата Европы 2016 года; в финальной стадии в матче против команды Словакии отдал голевую передачу Денису Глушакову.
Последний раз сыграл за сборную осенью 2016 года.

## Тренерская карьера
11 июня 2024 года начал тренерскую карьеру, войдя в тренерский штаб Евгения Аверьянова в «Урале». 6 ноября 2024 года был назначен исполняющим обязанности главного тренера команды после отставки Аверьянова.

## Достижения

### Командные
«Анжи»
- Бронзовый призёр чемпионата России: 2012/13

«Зенит»
- Чемпион России (3): 2014/15, 2018/19, 2019/20
- Обладатель Кубка России (2): 2015/16, 2019/20
- Обладатель Суперкубка России (2): 2015, 2016
- Серебряный призёр чемпионата России: 2013/14
- Бронзовый призёр чемпионата России (2): 2015/16, 2016/17

Итого: 7 трофеев

### Личные
- В списках 33 лучших футболистов чемпионата России (3): № 1 (2014/2015), № 2 (2015/2016), № 3 (2016/2017)

## Статистика

### Клубная
| Выступление      | Выступление           | Выступление      | Лига | Лига | Кубок | Кубок | Суперкубок | Суперкубок | Еврокубки | Еврокубки | Итого | Итого |
| Клуб             | Лига                  | Сезон            | Игры | Голы | Игры  | Голы  | Игры       | Голы       | Игры      | Голы      | Игры  | Голы  |
| ---------------- | --------------------- | ---------------- | ---- | ---- | ----- | ----- | ---------- | ---------- | --------- | --------- | ----- | ----- |
| Урал             | Первый дивизион / ФНЛ | 2007             | 8    | 2    | 0     | 0     | —          | —          | —         | —         | 8     | 2     |
| Урал             | Первый дивизион / ФНЛ | 2008             | 26   | 1    | 2     | 0     | —          | —          | —         | —         | 28    | 1     |
| Урал             | Первый дивизион / ФНЛ | 2009             | 28   | 2    | 3     | 0     | —          | —          | —         | —         | 31    | 2     |
| Урал             | Первый дивизион / ФНЛ | 2010             | 35   | 4    | 1     | 0     | —          | —          | —         | —         | 36    | 4     |
| Урал             | Первый дивизион / ФНЛ | 2011/12          | 30   | 7    | 2     | 0     | —          | —          | —         | —         | 32    | 7     |
| Урал             | Итого                 | Итого            | 127  | 16   | 8     | 0     | —          | —          | —         | —         | 135   | 16    |
| Анжи             | РФПЛ                  | 2011/12          | 8    | 0    | 0     | 0     | —          | —          | —         | —         | 8     | 0     |
| Анжи             | РФПЛ                  | 2012/13          | 24   | 3    | 3     | 0     | —          | —          | 14        | 2         | 41    | 5     |
| Анжи             | РФПЛ                  | 2013/14          | 2    | 0    | 0     | 0     | —          | —          | 0         | 0         | 2     | 0     |
| Анжи             | Итого                 | Итого            | 34   | 3    | 3     | 0     | —          | —          | 14        | 2         | 51    | 5     |
| Зенит (СПб)      | РФПЛ                  | 2013/14          | 22   | 4    | 1     | 0     | 0          | 0          | 7         | 1         | 30    | 5     |
| Зенит (СПб)      | РФПЛ                  | 2014/15          | 28   | 4    | 2     | 1     | —          | —          | 16        | 1         | 46    | 6     |
| Зенит (СПб)      | РФПЛ                  | 2015/16          | 27   | 8    | 3     | 0     | 1          | 0          | 7         | 2         | 38    | 10    |
| Зенит (СПб)      | РФПЛ                  | 2016/17          | 18   | 2    | 2     | 1     | 1          | 0          | 4         | 1         | 25    | 4     |
| Зенит (СПб)      | РФПЛ                  | 2017/18          | 13   | 0    | 0     | 0     | —          | —          | 3         | 0         | 16    | 0     |
| → Краснодар      | РФПЛ                  | 2017/18          | 6    | 1    | 0     | 0     | —          | —          | 0         | 0         | 6     | 1     |
| → Краснодар      | Итого                 | Итого            | 6    | 1    | 0     | 0     | —          | —          | 0         | 0         | 6     | 1     |
| Зенит (СПб)      | РПЛ                   | 2018/19          | 19   | 3    | 1     | 0     | —          | —          | 7         | 0         | 27    | 3     |
| Зенит (СПб)      | РПЛ                   | 2019/20          | 12   | 2    | 4     | 1     | 0          | 0          | 4         | 0         | 20    | 3     |
| Зенит (СПб)      | Итого                 | Итого            | 139  | 23   | 13    | 3     | 2          | 0          | 48        | 5         | 202   | 31    |
| Рубин            | РПЛ                   | 2020/21          | 21   | 1    | 0     | 0     | —          | —          | —         | —         | 21    | 1     |
| Рубин            | РПЛ                   | 2021/22          | 3    | 0    | 0     | 0     | —          | —          | 1         | 0         | 4     | 0     |
| Рубин            | Итого                 | Итого            | 24   | 1    | 0     | 0     | —          | —          | 1         | 0         | 25    | 1     |
| Урал             | РПЛ                   | 2021/22          | 11   | 1    | 0     | 0     | —          | —          | —         | —         | 11    | 1     |
| Урал             | РПЛ                   | 2022/23          | 4    | 0    | 2     | 0     | —          | —          | —         | —         | 6     | 0     |
| Урал             | Итого                 | Итого            | 15   | 1    | 2     | 0     | —          | —          | —         | —         | 17    | 1     |
| Всего за карьеру | Всего за карьеру      | Всего за карьеру | 345  | 45   | 26    | 3     | 2          | 0          | 63        | 7         | 436   | 55    |

### В сборной
| Матчи Шатова за сборную России | Матчи Шатова за сборную России | Матчи Шатова за сборную России | Матчи Шатова за сборную России | Матчи Шатова за сборную России | Матчи Шатова за сборную России |
| №                              | Дата                           | Оппонент                       | Счёт                           | Голы Шатова                    | Соревнование                   |
| ------------------------------ | ------------------------------ | ------------------------------ | ------------------------------ | ------------------------------ | ------------------------------ |
| 1                              | 6 февраля 2013                 | Исландия                       | 2:0                            | 1                              | Товарищеский матч              |
| 2                              | 25 марта 2013                  | Бразилия                       | 1:1                            | —                              | Товарищеский матч              |
| 3                              | 15 октября 2013                | Азербайджан                    | 1:1                            | —                              | Отборочные матчи ЧМ-2014       |
| 4                              | 5 марта 2014                   | Армения                        | 2:0                            | —                              | Товарищеский матч              |
| 5                              | 26 мая 2014                    | Словакия                       | 1:0                            | —                              | Товарищеский матч              |
| 6                              | 31 мая 2014                    | Норвегия                       | 1:1                            | 1                              | Товарищеский матч              |
| 7                              | 6 июня 2014                    | Марокко                        | 2:0                            | —                              | Товарищеский матч              |
| 8                              | 17 июня 2014                   | Республика Корея               | 1:1                            | —                              | Финальные матчи ЧМ-2014        |
| 9                              | 22 июня 2014                   | Бельгия                        | 0:1                            | —                              | Финальные матчи ЧМ-2014        |
| 10                             | 27 июня 2014                   | Алжир                          | 1:1                            | —                              | Финальные матчи ЧМ-2014        |
| 11                             | 3 сентября 2014                | Азербайджан                    | 4:0                            | —                              | Товарищеский матч              |
| 12                             | 9 октября 2014                 | Швеция                         | 1:1                            | —                              | Отборочные матчи ЧЕ-2016       |
| 13                             | 18 ноября 2014                 | Австрия                        | 0:1                            | —                              | Отборочные матчи ЧЕ-2016       |
| 14                             | 27 марта 2015                  | Черногория                     | 3:0                            | —                              | Отборочные матчи ЧЕ-2016       |
| 15                             | 7 июня 2015                    | Беларусь                       | 4:2                            | —                              | Товарищеский матч              |
| 16                             | 14 июня 2015                   | Австрия                        | 0:1                            | —                              | Отборочные матчи ЧЕ-2016       |
| 17                             | 5 сентября 2015                | Швеция                         | 1:0                            | —                              | Отборочные матчи ЧЕ-2016       |
| 18                             | 8 сентября 2015                | Лихтенштейн                    | 7:0                            | —                              | Отборочные матчи ЧЕ-2016       |
| 19                             | 9 октября 2015                 | Молдова                        | 2:1                            | —                              | Отборочные матчи ЧЕ-2016       |
| 20                             | 12 октября 2015                | Черногория                     | 2:0                            | —                              | Отборочные матчи ЧЕ-2016       |
| 21                             | 29 марта 2016                  | Франция                        | 2:4                            | —                              | Товарищеский матч              |
| 22                             | 1 июня 2016                    | Чехия                          | 1:2                            | —                              | Товарищеский матч              |
| 23                             | 5 июня 2016                    | Сербия                         | 1:1                            | —                              | Товарищеский матч              |
| 24                             | 11 июня 2016                   | Англия                         | 1:1                            | —                              | Финальные матчи ЧЕ-2016        |
| 25                             | 15 июня 2016                   | Словакия                       | 1:2                            | —                              | Финальные матчи ЧЕ-2016        |
| 26                             | 31 августа 2016                | Турция                         | 0:0                            | —                              | Товарищеский матч              |
| 27                             | 6 сентября 2016                | Гана                           | 1:0                            | —                              | Товарищеский матч              |
| 28                             | 9 октября 2016                 | Коста-Рика                     | 3:4                            | —                              | Товарищеский матч              |

Итого: 28 матчей / 2 гола; 12 побед, 9 ничьих, 7 поражений.
| Россия           | Год              | Отборочные матчи ЧМ | Отборочные матчи ЧМ | Финальные матчи ЧМ | Финальные матчи ЧМ | Отборочные матчи ЧЕ | Отборочные матчи ЧЕ | Финальные матчи ЧЕ | Финальные матчи ЧЕ | Товарищеские матчи | Товарищеские матчи | Всего | Всего |
| Россия           | Год              | Игры                | Голы                | Игры               | Голы               | Игры                | Голы                | Игры               | Голы               | Игры               | Голы               | Игры  | Голы  |
| ---------------- | ---------------- | ------------------- | ------------------- | ------------------ | ------------------ | ------------------- | ------------------- | ------------------ | ------------------ | ------------------ | ------------------ | ----- | ----- |
| Россия           | 2013             | 1                   | 0                   | 0                  | 0                  | 0                   | 0                   | 0                  | 0                  | 2                  | 1                  | 3     | 1     |
| Россия           | 2014             | 0                   | 0                   | 3                  | 0                  | 2                   | 0                   | 0                  | 0                  | 5                  | 1                  | 10    | 1     |
| Россия           | 2015             | 0                   | 0                   | 0                  | 0                  | 6                   | 0                   | 0                  | 0                  | 1                  | 0                  | 7     | 0     |
| Россия           | 2016             | 0                   | 0                   | 0                  | 0                  | 0                   | 0                   | 2                  | 0                  | 6                  | 0                  | 8     | 0     |
| Всего за карьеру | Всего за карьеру | 1                   | 0                   | 3                  | 0                  | 8                   | 0                   | 2                  | 0                  | 14                 | 2                  | 28    | 2     |

| 1                                                           | 16 ноября 2010   | Франция (до 21)     | 1:0 | — | Товарищеский матч        |
| 2                                                           | 9 февраля 2011   | Украина (до 21)     | 3:0 | 1 | Товарищеский матч        |
| 3                                                           | 29 марта 2011    | Азербайджан (до 21) | 8:0 | 1 | Товарищеский матч        |
| 4                                                           | 5 июня 2011      | Испания (до 21)     | 1:1 | — | Товарищеский матч        |
| 5                                                           | 6 сентября 2011  | Польша (до 21)      | 2:0 | — | Отборочные матчи ЧЕ-2013 |
| 6                                                           | 7 октября 2011   | Молдавия (до 21)    | 6:0 | 2 | Отборочные матчи ЧЕ-2013 |
| 7                                                           | 11 октября 2011  | Португалия (до 21)  | 2:1 | — | Отборочные матчи ЧЕ-2013 |
| 8                                                           | 10 ноября 2011   | Албания (до 21)     | 1:0 | — | Отборочные матчи ЧЕ-2013 |
| 9                                                           | 2 июня 2012      | Португалия (до 21)  | 0:1 | — | Отборочные матчи ЧЕ-2013 |
| 10                                                          | 12 июня 2012     | Албания (до 21)     | 0:0 | — | Отборочные матчи ЧЕ-2013 |
| 11                                                          | 15 августа 2012  | Израиль (до 21)     | 2:2 | — | Товарищеский матч        |
| 12                                                          | 6 сентября 2012  | Польша (до 21)      | 4:1 | — | Отборочные матчи ЧЕ-2013 |
| 13                                                          | 10 сентября 2012 | Молдавия (до 21)    | 2:2 | — | Отборочные матчи ЧЕ-2013 |
| 14                                                          | 12 октября 2012  | Чехия (до 21)       | 2:0 | — | Стыковые матчи ЧЕ-2013   |
| 15                                                          | 16 октября 2012  | Чехия (до 21)       | 2:2 | — | Стыковые матчи ЧЕ-2013   |
| Итого: 15 матчей / 4 гола; 10 побед, 4 ничьих, 1 поражение. |                  |                     |     |   |                          |

## В медиафутболе
В июне 2025 года присоединился к медиафутбольной команде «СиндЕкат». Дебютировал за неё в 1/4 финала 6 сезона МФЛ.